# 上秦野村
上秦野村（かみはたのむら）は、神奈川県足柄上郡にかつてあった村である。
1955年7月28日に中郡西秦野村と合併し中郡西秦野町になった。

## 歴史
- 1889年4月1日 - 町村制が施行。菖蒲村、八沢村、柳川村、三廻部（みくるべ）村が合併し足柄上郡上秦野村となった。
- 1892年4月 - 村立上秦野尋常小学校開校。
- 1927年 - 村内を通る小田急電鉄開通。
- 1955年1月1日 - 合併により西秦野町となる。同時に中郡へ移管。

## 現在
現在は秦野市の地域区分で上地区と区分されるが人口が少ないため西地区に一括される場合もある。住所には「秦野市菖蒲」などの大字が用いられる。